# Germiston Stadium
Germiston Stadium to wieloużytkowy stadion w Germiston w Południowej Afryce. Obecnie najczęściej używany jako stadion piłkarski. Mecze na nim rozgrywa drużyna Moroka Swallows FC. Stadion pomieści 18 000 osób.